# Amphion floridensis

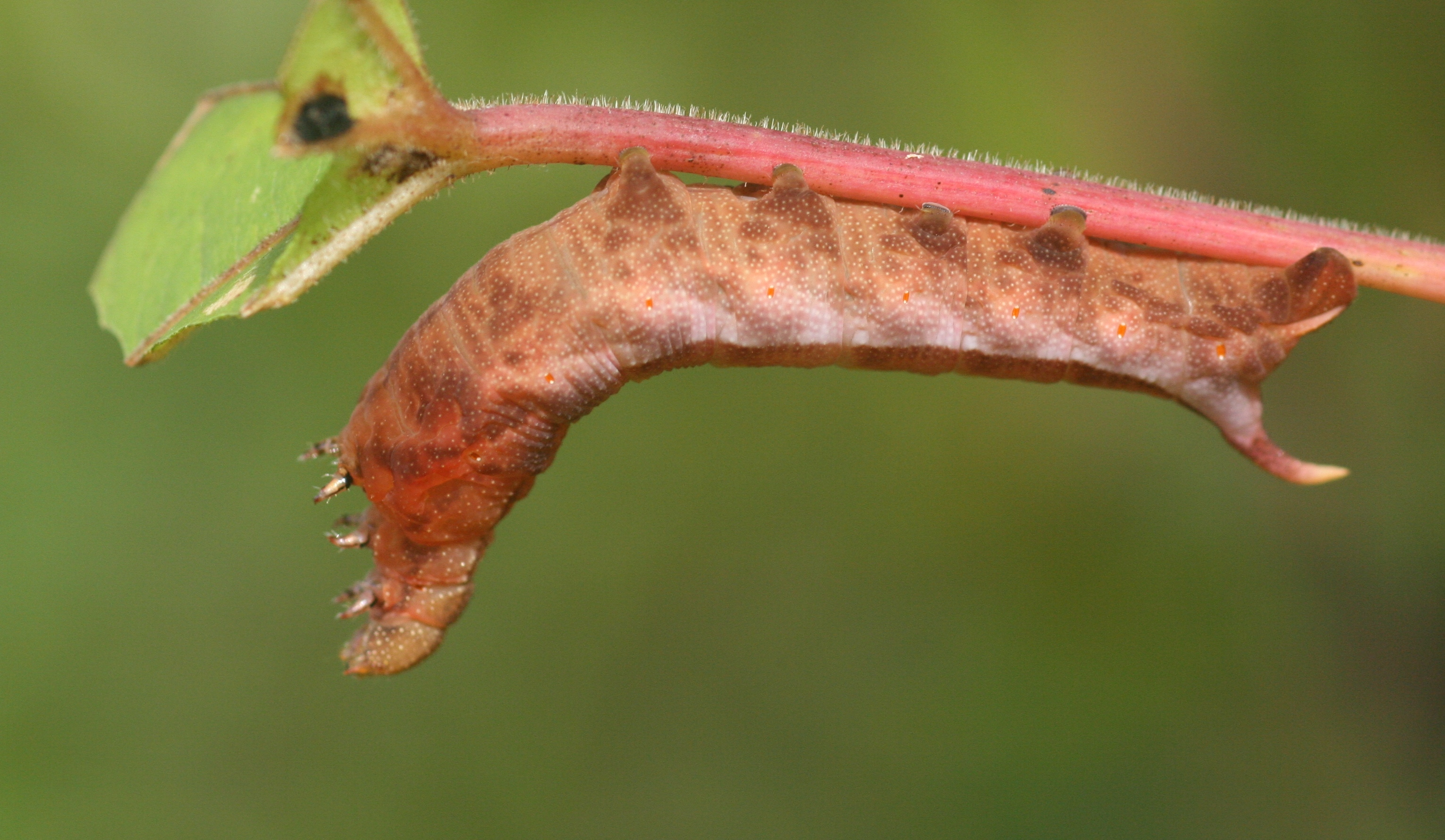
Raupe von Amphion floridensis

Amphion floridensis ist die einzige Schmetterlingsart der Gattung Amphion aus der Familie der Schwärmer (Sphingidae).

## Merkmale

### Falter
Die Falter haben eine Vorderflügellänge von 22 bis 24 Millimeter. Der Vorderflügelaußenrand ist ausgekehlt, der Hinterleib trägt ein Paar grell gelber Streifen und das Hinterleibsende ist mit einem Schuppenbüschel versehen. Diese Merkmale machen die Art unverwechselbar. Die Hinterflügel sind im Mittelfeld variabel orange-gelb gefärbt. Männchen und Weibchen haben die gleiche Färbung und Zeichnung, können aber anhand des Schuppenbüschels am Hinterleibsende einfach unterschieden werden: Bei den Weibchen endet das Büschel mit einem eher geraden bis leicht konkaven Rand, bei den Männchen mit drei deutlich erkennbaren Lappen. Die Art hat wegen der Flügelform gewisse Ähnlichkeit mit Arten der Gattung Sphecodina, ihr Hinterleib ist jedoch am Ende abgerundet und es fehlen ihm die seitlichen Schuppenbüschel an den letzten vier Hinterleibssegmenten.

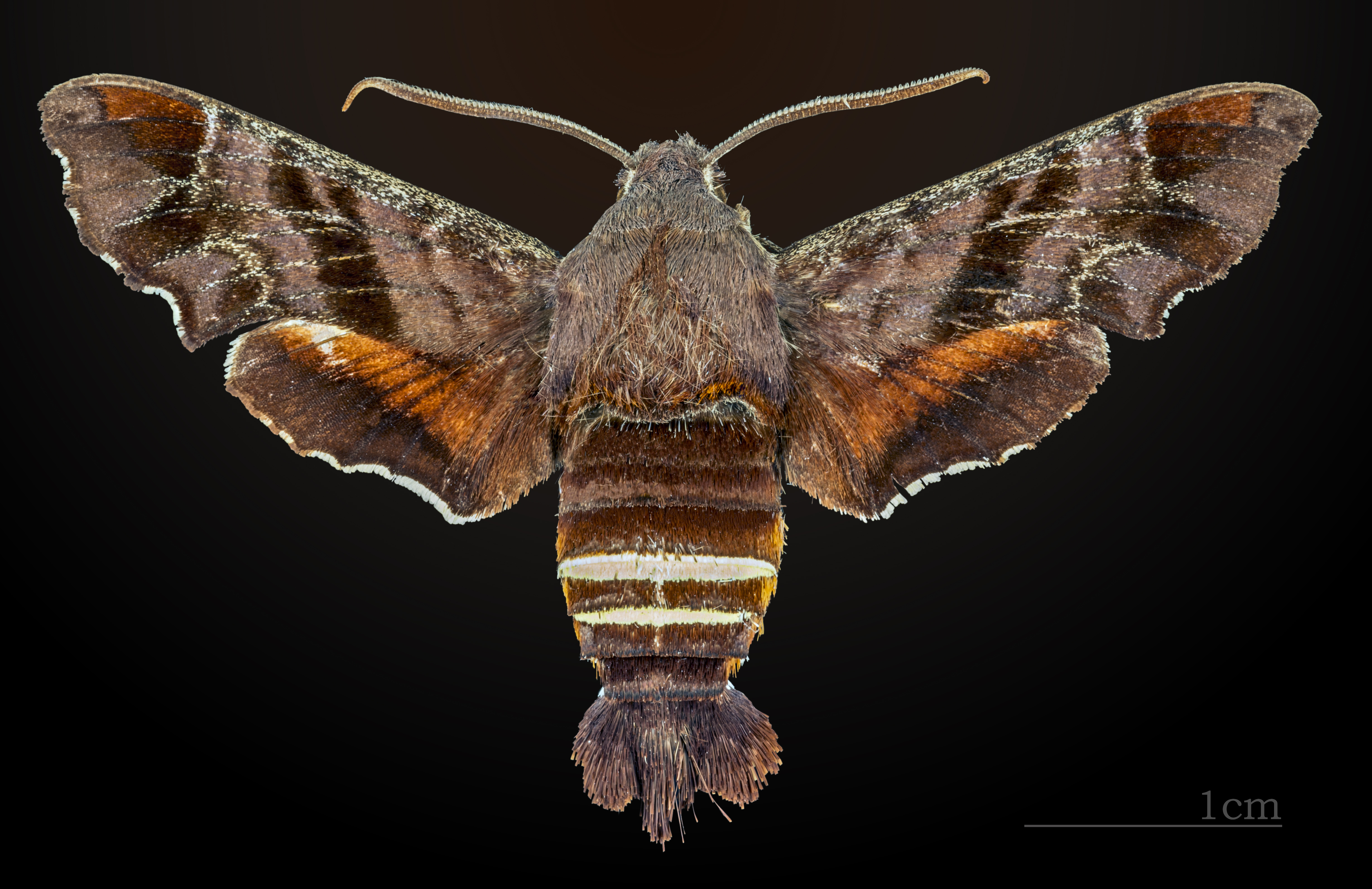
Amphion floridensis ♂
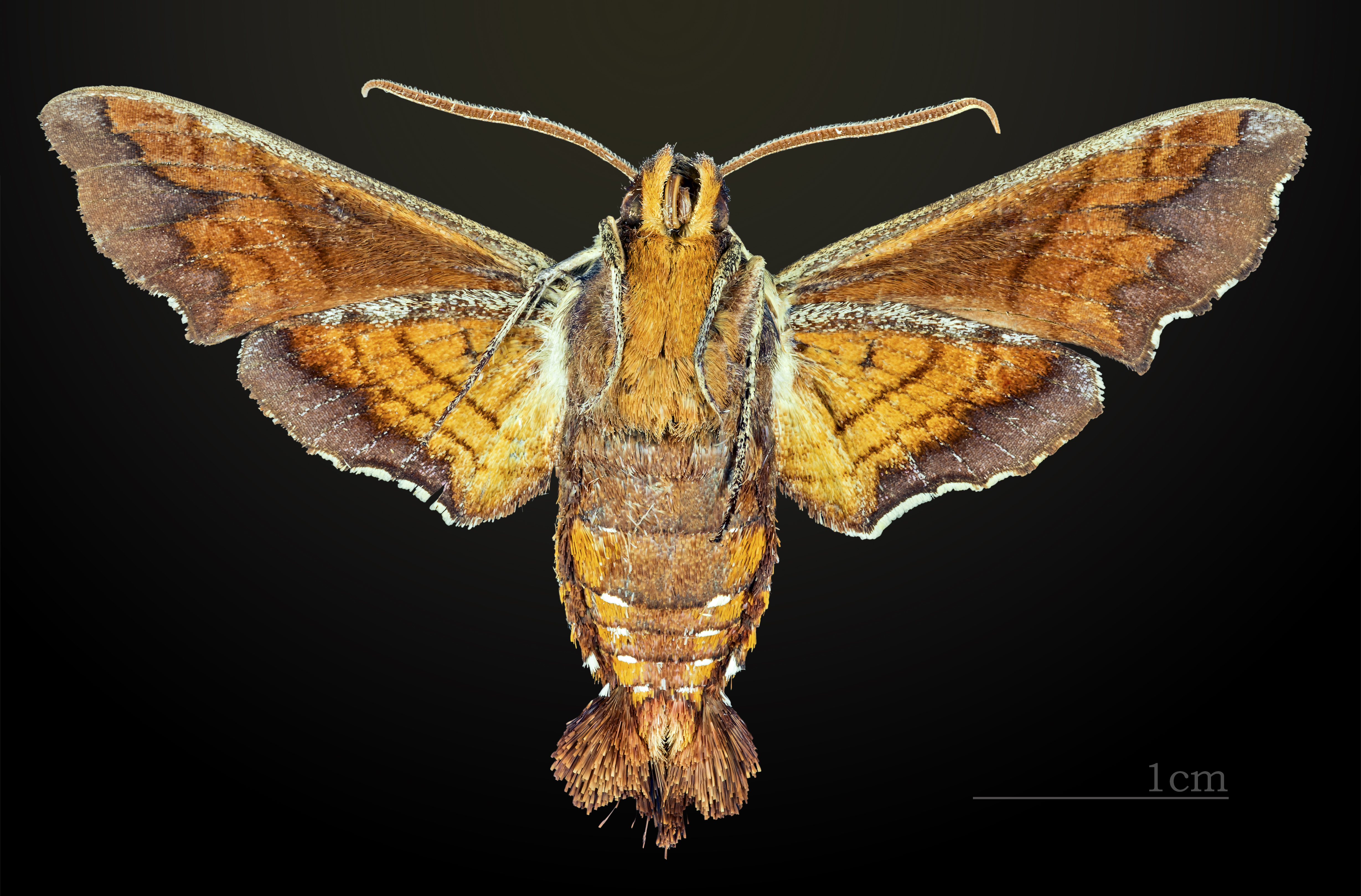
Amphion floridensis ♂ △
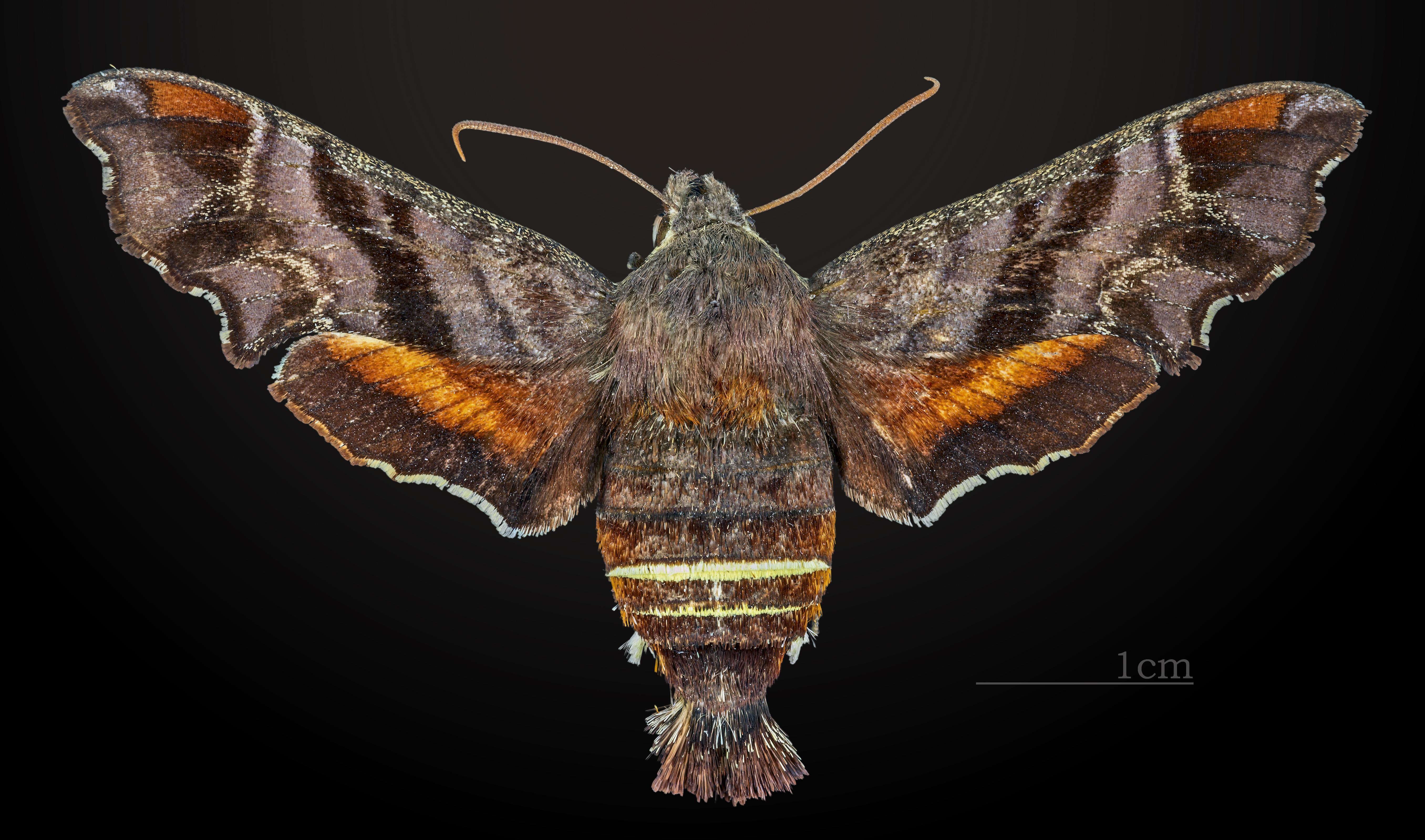
Amphion floridensis ♀
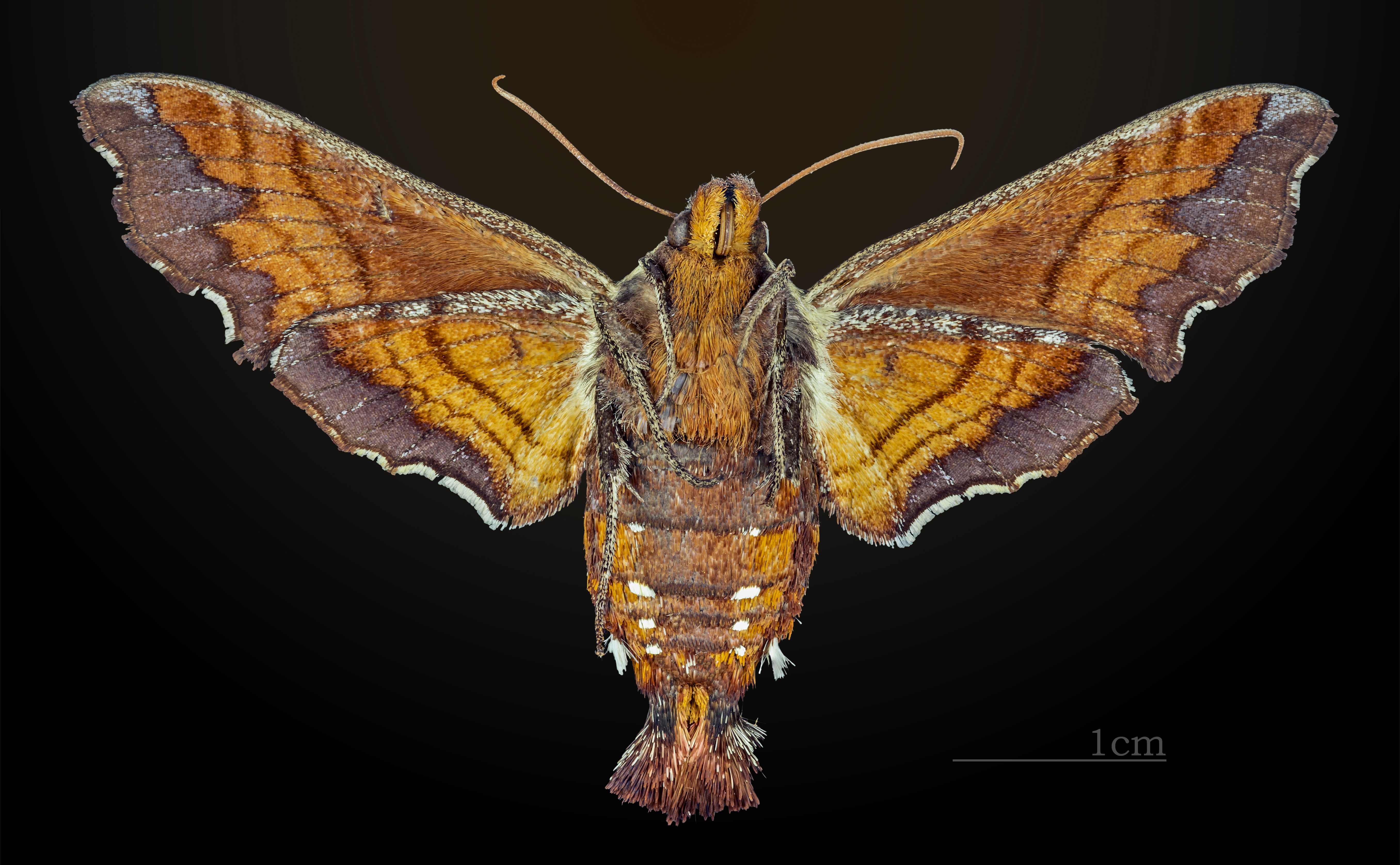
Amphion floridensis ♀ △

### Raupen
Ausgewachsene Raupen haben eine rostbraune Grundfarbe und sind schwach gelblich-weiß punktiert. Seitlich ist der Körper der Tiere hell gefärbt und mit einer Reihe von dunkelbraunen Schrägstreifen versehen. Das Analhorn ist kurz und stark nach hinten gekrümmt.

### Puppen
Die Puppe ist dunkelbraun und hat eine leicht raue Oberfläche. Die Rüsselscheide ist mit dem Körper verwachsen. Die Hinterleibssegmente sind deutlich schmaler und verjüngen sich nach hinten stärker als bei anderen Schwärmerarten. Der etwas langgestreckte Kremaster ist rau und endet in einer Doppelspitze.

## Vorkommen
Die Art ist in den Vereinigten Staaten in allen Staaten östlich des Mississippi und in den westlich an ihn angrenzenden Staaten nachgewiesen. In den Great Plains ist sie eher seltener, tritt jedoch westlich bis Alpine, bis ins Flachland von Colorado und ins Hügelland des nordwestlichen Nebraska auf. In Kanada ist sie in Nova Scotia, New Brunswick, im Süden Quebecs, in Ontario auf der Niagara-Halbinsel, nördlich bis Matachewan und westlich bis Rainy River und im Südosten von Manitoba nachgewiesen. In Saskatchewan und den angrenzenden US-Bundesstaaten North Dakota und Montana fehlt die Art, ein Irrgast ist jedoch aus dem Südwesten von Alberta bekannt. Besiedelt werden Waldränder und angrenzende Felder mit Bewuchs von Weinreben.

## Lebensweise
Die tagaktiven Imagines sind eifrige Blütenbesucher. Sie fliegen jedoch auch während der Abenddämmerung. Man hat sie an vielen verschiedenen Blüten wie etwa denen von Flammenblumen (Phlox), Heckenkirschen (Lonicera), Gemeinem Flieder (Syringa vulgaris), Verbenen (Verbena), Gewöhnlicher Nachtviole (Hesperis matronalis), Schneeball (Viburnum) nachgewiesen. Die Falter fliegen auch Schmetterlingsköder, austretenden Weidensaft, überreife Wassermelonen und Aas an und saugen an feuchtem Sand.

### Flug- und Raupenzeiten
Die Falter fliegen im Norden in einer Generation von Ende Mai bis Anfang Juli. Weiter südlich treten zwei Generationen von Ende März bis Mitte Mai und von Juli bis September auf. Im äußersten Süden fliegen mehrere, vermutlich bis zu sechs Generationen von März bis Anfang September.

### Nahrungspflanzen der Raupen
Die Raupen ernähren sich von Weinrebengewächsen (Vitaceae), wie beispielsweise Weinreben (Vitis), Ampelopsis und Gewöhnlicher Jungfernrebe (Parthenocissus vitacea), aber auch von Schmalblättrigem Weidenröschen (Epilobium angustifolium) aus der Familie der Nachtkerzengewächse (Onagraceae).

## Entwicklung
Die Weibchen legen ihre kleinen, grünlichen Eier einzeln an der Unterseite der Blätter der Nahrungspflanzen ab. Die Larven sind Einzelgänger. Ausgewachsene Raupen sind auf den holzigen Bereichen ihrer Nahrungspflanzen sitzend gut getarnt. Die Verpuppung findet in einer flachen Erdhöhle im Boden statt.

## Belege